# Jean Estager
Jean Estager, né le 3 août 1919 à Clermont-Ferrand et mort dans la même ville le 9 avril 2002 , est un ancien pilote de rallyes français.
Sa carrière en sport automobile se déroula entre 1948 (aux 12 Heures de Paris sur une Simca) et 1961 (dernière apparition lors du Tour de France automobile).

## Palmarès
- Rallye des Alpes : 1956 (copilote Jean-Jacques Pebrel) vainqueurs en classe de plus de 2L., sur la même Ferrari 250 GT Berlinetta Pininfarina ;
- Rallye de l'Acropole : 1957 (copilote : son épouse Simone Estager), sur Ferrari 250 GT Berlinetta Pininfarina ;
- Tour de France automobile : 1959 en catégorie Tourisme (avec Hermano da Silva Ramos), sur Jaguar MK1.

Il finit 6e au classement général de l'édition 1954 du tour de France automobile au volant  d'une Maserati A6G, 3e en catégorie GT de l'édition 1958 de nouveau comme copilote de Hermano da Silva Ramos sur Ferrari 250 GT, et 3e encore en catégorie Tourisme de l'édition 1961 comme copilote de R. Dutoit sur Jaguar MK2. 
Il participa aussi aux 24 Heures du Mans en 1950 et 1951. 
En voitures de sport, il termina deuxième de la Coupe du Salon en 1949 sur Talbot Lago Spéciale, puis troisième du Grand Prix de Picardie en 1954 sur Maserati A6GCS ainsi que lors du Grand Prix des Frontières 1955 sur Ferrari 750 Monza.